# Морозов, Иван Фёдорович (1900—1979)
Иван Фёдорович Морозов (1900—1979) — генерал-майор Советской Армии, участник Гражданской, Великой Отечественной и советско-японской войн.

## Биография

Могила Морозова на Лукьяновском военном кладбище Киева.

Родился в 1900 году в селе Тарасово (ныне — Сарапульский район Удмуртии). В июне 1919 пошёл на службу в Рабоче-крестьянскую Красную Армию. Участвовал в боях Гражданской войны. В 1920 окончил 1-е Московские пулемётные курсы. После окончания войны продолжил службу в Красной Армии. В 1922 окончил пехотные курсы, в 1924 году — Объединённую военную школу имени ВЦИК, в 1926 году — артиллерийскую школу. В 1925—1930 годах участвовал в боях с антисоветскими формированиями на Северном Кавказе. В 1934 окончил Военную академию имени Ф. Э. Дзержинского. Служил на командных должностях в подразделениях противовоздушной обороны СССР.
С августа 1939 года по июль 1942 года — начальник Севастопольского училища зенитной артиллерии.
С лета 1942 полковник И. Ф. Морозов участвовал в боях Великой Отечественной войны. Принимал активное участие в Сталинградской битве, будучи заместителем командующего Сталинградского корпусного района противовоздушной обороны. Во время обороны Сталинграда командовал южной группой частей и подразделений этого района. Группа обороняла от вражеских авиационных налётов важнейшие промышленные и военные объекты города. Кроме того, когда город штурмовали немецкие танковые подразделения, лично возглавлял манёвренную артиллерийскую противотанковую группу. Позднее некоторое время командовал Астраханским бригадным районом противовоздушной обороны.
С января 1944 служил сначала заместителем командующего Харьковского корпусного района противовоздушной обороны, затем заместителем командира 6-го корпуса противовоздушной обороны. Во время освобождения Украинской ССР командовал Кременчугской оперативной группой.
Участвовал в советско-японской войне, будучи командиром 11-го корпуса противовоздушной обороны. Начиная с весны 1945 года, корпус Морозова нёс охрану военных и гражданских объектов Приморского края от японских авиационных налётов.
После окончания войны продолжил службу в Советской Армии. В 1946 ему было присвоено звание генерал-майора артиллерии. В послевоенное время служил на высоких командных должностях в системе противовоздушной обороны СССР. В 1952 окончил Высшие академические курсы при Военной академии Генерального штаба. В марте 1953 года был направлен на службу в Киев, служил заместителем начальника Киевского высшего инженерного радиотехнического училища противовоздушной обороны, затем командовал противовоздушной обороной Киевского военного округа.
В марте 1957 уволен в запас. Умер 1 декабря 1979 года, похоронен на Лукьяновском военном кладбище Киева.
Был награждён орденом Ленина, четырьмя орденами Красного Знамени, орденом Отечественной войны 1-й степени и рядом медалей.